# الماس‌های شب
الماس‌های شب (چکی: Démanty noci) فیلمی درام به کارگردانی یان نیمتس محصول سال ۱۹۶۴ سینمای چکسلواکی است که نخستین فیلم بلند او محسوب می‌شود. فیلم ماجرای گریختن دو جوان از قطاری است که آن‌ها را به اردوگاه کار اجباری می‌برد.